# Майский (Воронежская область)
Майский — посёлок в Панинском районе Воронежской области.
Входит в состав Ивановского сельского поселения.

## География

### Улицы
- ул. Зелёная
- ул. Первомайская

## Население
| 2000 | 2005 | 2010 |
| ---- | ---- | ---- |
| 343  | ↘287 | ↘88  |

## История
Поселок Майский первоначально назывался Московские выселки. Первые поселенцы из села Московское Каширского района Воронежской области (семьи Овчинникова Кирилла Сергеевича и Лачугина Бориса) вырыли здесь две землянки и перезимовали в 1928—1929 годах.
После Великой Отечественной войны в поселке существовал колхоз им. Дзержинского.